# Lanista affinis
Lanista affinis är en insektsart som beskrevs av Bolívar, I. 1906. Lanista affinis ingår i släktet Lanista och familjen vårtbitare. Inga underarter finns listade i Catalogue of Life.